# Europacollege

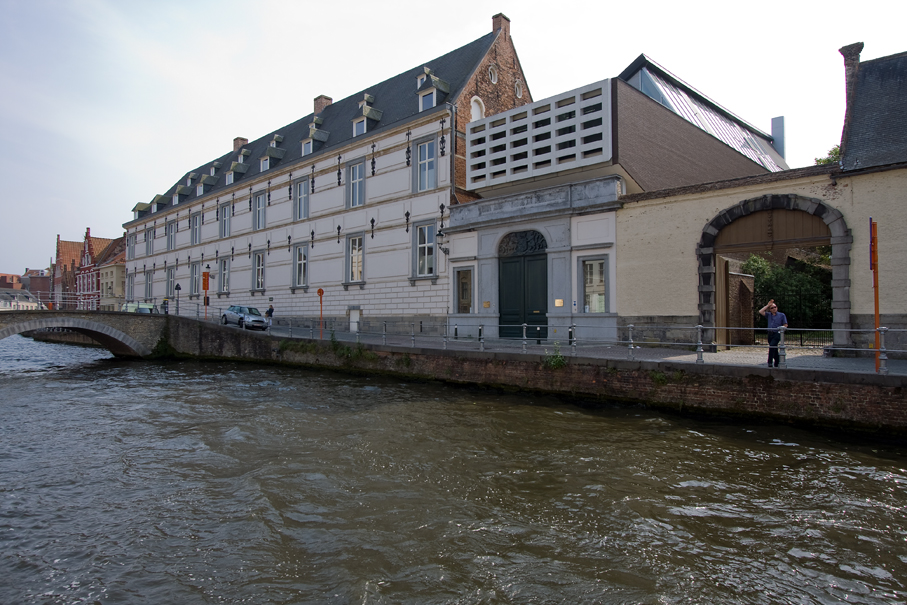
Campus aan de Verversdijk in Brugge

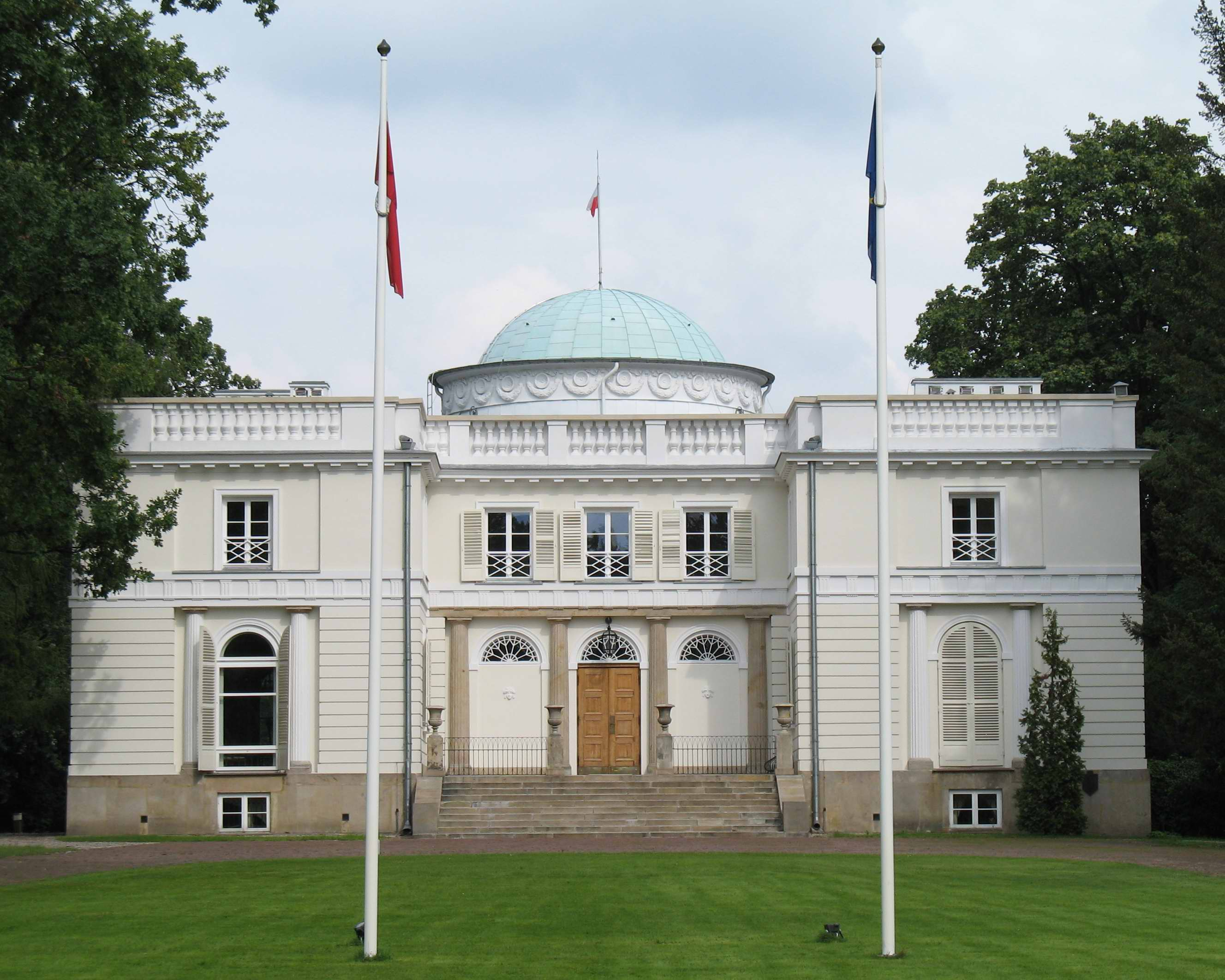
Campus in Warschau

Het Europacollege (Frans: Collège d'Europe; Engels: College of Europe) is een tweetalig (Engels en Frans) onafhankelijk postuniversitair instituut voor gespecialiseerde Europese studies. Het College heeft een campus in Brugge, Natolin en Tirana en werkt als een eenheid met één rector en drie afdelingen. Elk jaar behalen meer dan 400 studenten uit ongeveer 50 landen een Master (postgraduaat) in Europese studies met een focus op rechten, governance, economie of diplomatie.

## Geschiedenis
Tijdens het Congres van Europa in Den Haag in 1948 opperde de Spaanse filosoof en staatsman Salvador de Madariaga het idee om een postuniversitair instituut op te richten waar studenten uit vele landen samen konden leven en studeren naar het voorbeeld van de Britse universiteit van Oxford, van Cambridge of de universiteit van Uppsala in Zweden. Kort daarna ontstond in Brugge een groep burgers en beleidsverantwoordelijken die zich onder de leiding van pater Karel Verleye inzette om een dergelijk instituut op te richten. De oprichtingsakte werd onder meer ondertekend door Winston Churchill, Alcide De Gasperi, Paul-Henri Spaak, August Cool, Duncan Sandys, Denis de Rougemont en Salvador de Madariaga. De eerste rector werd Hendrik Brugmans, een van de leiders van de Europese Beweging. De stichtingsvergadering ging door op 19 mei 1950 en het Regentsbesluit van 23 juni 1950 kende aan de nieuwe vereniging de rechtspersoonlijkheid toe als Stichting van Openbaar Nut. Zij nam haar intrek in het voormalig Jezuïetencollege in Brugge.
In 1965 werd de Bibliotheek Europacollege Brugge uitgebreid en verhuisd naar een nieuw gebouw aan de Dijver achter het hoofdgebouw.
In 1993 werd in navolging van de val van de communistische regimes in Centraal- en Oost-Europa op voorstel van de Poolse regering en met de steun van de Europese Unie een tweede campus van het Europacollege geopend in Natolin, een wijk in het district Ursynów en deel van de stad Warschau. 
Het Europacollege werkt nauw samen met het in 2001 opgerichte Instituut Vergelijkende Regionale Integratiestudies, een afdeling van de Universiteit van de Verenigde Naties.  Dit internationaal trainingscentrum onderzoekt samenwerking tussen landen in een mondiale regio zoals de Europese Unie. Het is gevestigd in het Grootseminarie van Brugge, waar ook studenten van het Europacollege zijn gehuisvest.
In 2023 werd op voorstel van rector Federica Mogherini en de Europese Commissie de komst van een derde campus aangekondigd in de Albanese hoofdstad Tirana die in 2024 werd geopend.

## Patronen, studentenaantallen en gastsprekers
Sedert de stichting wordt ieder academisch werkjaar ingezet onder het patroonschap van een gedenkwaardige Europeaan. Tijdens de openingszittingen in Brugge en later ook in Natolin en Tirana wordt het woord gevoerd door een prominente Europese leider.
| Jaar      | Patronage                           | Studenten | Gastspreker              | Gastspreker                 | Gastspreker          |
| --------- | ----------------------------------- | --------- | ------------------------ | --------------------------- | -------------------- |
| 2025-2026 | Victoria Amelina                    |           |                          |                             |                      |
| 2024-2025 | Jacques Delors                      | 502       | Ursula von der Leyen     | Luc Frieden                 | Ursula von der Leyen |
| 2023-2024 | Madeleine Albright                  | 462       | Petr Pavel               | Geen                        |                      |
| 2022-2023 | David Sassoli                       | 470       | Roberta Metsola          | Stevo Pendarovski           |                      |
| 2021-2022 | Éliane Vogel-Polsky                 | 472       | Alexander De Croo        | Olga Stefanisjyna           |                      |
| 2020-2021 | Mário Soares                        | 477       | Marcelo Rebelo de Sousa  | Svetlana Tichanovskaja      |                      |
| 2019-2020 | Hannah Arendt                       | 471       | Donald Tusk              | Geen                        |                      |
| 2018-2019 | Manuel Marín                        | 468       | Antonio Tajani           | Tibor Navracsics            |                      |
| 2017-2018 | Simone Veil                         | 460       | António Costa            | Andrzej Duda                |                      |
| 2016-2017 | John Maynard Keynes                 | 467       | Jean-Claude Juncker      | Ivanna Klimpoesj-Tsintsadze |                      |
| 2015-2016 | Frédéric Chopin                     | 469       | Alexander Stubb          | Johannes Hahn               |                      |
| 2014-2015 | Giovanni Falcone & Paolo Borsellino | 438       | Mariano Rajoy            | Geen                        |                      |
| 2013-2014 | Voltaire                            | 445       | Iñigo Méndez de Vigo     | Bronisław Komorowski        |                      |
| 2012-2013 | Václav Havel                        | 444       | Helle Thorning-Schmidt   | Vlad Filat                  |                      |
| 2011-2012 | Marie Skłodowska-Curie              | 448       | Giorgio Napolitano       | José Manuel Barroso         |                      |
| 2010-2011 | Albert Einstein                     | 435       | Angela Merkel            | Štefan Füle                 |                      |
| 2009-2010 | Charles Darwin                      | 402       | Jerzy Buzek              | Toomas Hendrik Ilves        |                      |
| 2008-2009 | Marcus Aurelius                     | 381       | Yves Leterme             | Hans-Gert Pöttering         |                      |
| 2007-2008 | Anna Politkovskaja & Hrant Dink     | 415       | David Miliband           | Carl Bildt                  |                      |
| 2006-2007 | Nicolaas Copernicus                 | 413       | Jean-Claude Juncker      | Aljaksandr Milinkevitsj     |                      |
| 2005-2006 | Ludwig van Beethoven                | 384       | Javier Solana            | Viktor Joesjtsjenko         |                      |
| 2004-2005 | Charles de Montesquieu              | 404       | José Manuel Barroso      | Josep Borrell               |                      |
| 2003-2004 | John Locke                          | 391       | Joschka Fischer          | Danuta Hübner               |                      |
| 2002-2003 | Bertha von Suttner                  | 370       | Valéry Giscard d'Estaing | Erhard Busek                |                      |
| 2001-2002 | Simon Stevin                        | 365       | Aleksander Kwaśniewski   | Guy Verhofstadt             |                      |
| 2000-2001 | Aristoteles                         | 375       | George Papandreou        | Jan Kułakowski              |                      |
| 1999-2000 | Wilhelm & Alexander von Humboldt    | 374       | Jacques Delors           | Jean-Luc Dehaene            |                      |
| 1998-1999 | Leonardo da Vinci                   | 337       | Jean-Luc Dehaene         | Prins Filip van België      |                      |
| 1997-1998 | Hendrik Brugmans                    | 326       | António Guterres         | Ursula Stenzel              |                      |
| 1996-1997 | Alexis de Tocqueville               | 319       | Wim Kok                  | Aleksander Kwaśniewski      |                      |
| 1995-1996 | Walter Hallstein                    | 306       | Klaus Hänsch             | Jacques Santer              |                      |
| 1994-1995 | Ramon Llull                         | 296       | Juan Carlos I van Spanje | Andrzej Olechowski          |                      |
| 1993-1994 | Stefan Zweig                        | 263       | Thomas Klestil           |                             |                      |
| 1992-1993 | Keizer Karel IV                     | 264       | Jacques Santer           |                             |                      |
| 1991-1992 | Wolfgang Amadeus Mozart             | 212       | Flavio Cotti             |                             |                      |
| 1990-1991 | Hans & Sophie Scholl                | 245       | Richard von Weizsäcker   |                             |                      |
| 1989-1990 | Denis de Rougemont                  | 200       | Jacques Delors           |                             |                      |
| 1988-1989 | Christopher Dawson                  | 204       | Margaret Thatcher        |                             |                      |
| 1987-1988 | Altiero Spinelli                    | 178       | François Mitterrand      |                             |                      |
| 1986-1987 | William Penn                        | 177       | Ruud Lubbers             |                             |                      |
| 1985-1986 | Christoffel Columbus                | 158       | Felipe González          |                             |                      |
| 1984-1985 | Madame de Staël                     | 123       | Altiero Spinelli         |                             |                      |
| 1983-1984 | Jean Rey                            | 133       | Garret FitzGerald        |                             |                      |
| 1982-1983 | Joseph Bech                         | 122       | Gaston Thorn             |                             |                      |
| 1981-1982 | Johan Willem Beyen                  | 123       | Bruno Kreisky            |                             |                      |
| 1980-1981 | Jean Monnet                         | 131       | Simone Veil              |                             |                      |
| 1979-1980 | Salvador de Madariaga               | 140       | Dries van Agt            |                             |                      |
| 1978-1979 | Paul-Henri Spaak                    | 130       | Guy Spitaels             |                             |                      |
| 1977-1978 | Karl Renner                         | 128       | Mário Soares             |                             |                      |
| 1976-1977 | Peter Paul Rubens                   | 120       | Leo Tindemans            |                             |                      |
| 1975-1976 | Adam Jerzy Czartoryski              | 101       | Edgar Faure              |                             |                      |
| 1974-1975 | Aristide Briand                     | 111       | Herman De Croo           |                             |                      |
| 1973-1974 | Giuseppe Mazzini                    | 92        | Karl Otto Pöhl           |                             |                      |
| 1972-1973 | Richard Coudenhove-Kalergi          | 59        | George Brown             |                             |                      |
| 1971-1972 | Dante Alighieri                     | 58        | Altiero Spinelli         |                             |                      |
| 1970-1971 | Winston Churchill                   | 57        | Jean Rey                 |                             |                      |
| 1969-1970 | Willem II van Oranje                | 49        | Prins Albert van België  |                             |                      |
| 1968-1969 | Konrad Adenauer                     | 47        | Robert van Schendel      |                             |                      |
| 1967-1968 | Jan Amos Comenius                   | 54        | Alfons de Vreese         |                             |                      |
| 1966-1967 | George Marshall                     | 56        | Jean Rey                 |                             |                      |
| 1965-1966 | Thomas More                         | 52        | Hendrik Brugmans         |                             |                      |
| 1964-1965 | Robert Schuman                      | 45        | Salvador de Madariaga    |                             |                      |
| 1963-1964 | Thomas Paine                        | 48        | Hendrik Brugmans         |                             |                      |
| 1962-1963 | August Vermeylen                    | 46        | Pierre Harmel            |                             |                      |
| 1961-1962 | Gottfried Wilhelm Leibniz           | 37        | Hugo Geiger              |                             |                      |
| 1960-1961 | Claude Henri de Saint-Simon         | 38        | Hendrik Brugmans         |                             |                      |
| 1959-1960 | Maximilien de Béthune               | 43        | Hendrik Brugmans         |                             |                      |
| 1958-1959 | Fridtjof Nansen                     | 40        | Hendrik Brugmans         |                             |                      |
| 1957-1958 | Hendrik de Zeevaarder               | 40        | Hendrik Brugmans         |                             |                      |
| 1956-1957 | Raoul Dautry                        | 36        | Hendrik Brugmans         |                             |                      |
| 1955-1956 | Vergilius                           | 33        | Hendrik Brugmans         |                             |                      |
| 1954-1955 | Alcide De Gasperi                   | 36        | Hendrik Brugmans         |                             |                      |
| 1953-1954 | Desiderius Erasmus                  | 39        | Hendrik Brugmans         |                             |                      |
| 1952-1953 | Tomáš Masaryk                       | 40        | Hendrik Brugmans         |                             |                      |
| 1951-1952 | Juan Luis Vives                     | 30        | Hendrik Brugmans         |                             |                      |
| 1950-1951 | Antoine de Saint-Exupéry            | 35        | Hendrik Brugmans         |                             |                      |
| 1949      | Voorbereidend jaar                  | 22        | Victor Van Hoestenberghe |                             |                      |

## Rectores
Vanaf de opening van de afdeling in Natolin werd een vice-rector aangesteld die meteen de facto rector is van de Poolse campus.
| Rector Europacollege - Hendrik Brugmans (1949-1971) - Jerzy Łukaszewski (1972-1990) - Werner Ungerer (1990-1993) - Gabriel Fragnière (1993-1995) - Otto von der Gablentz (1996-2001) - Piet Akkermans (2001-2002) - Robert Picht (2002-2003) - Paul Demaret (2003-2013) - Jörg Monar (2013-2020) - Federica Mogherini (2020 - heden) |

| Vice-rector (campus Natolin) - Ettore Deodato (1993) - David Lewis (1994-1996) - Jacek Saryusz-Wolski (1996-1999) - Piotr Nowina-Konopka (1999-2004) - Robert Picht (2004-2007) - Ewa Ośniecka-Tamecka (2007 - heden) |

## Voorzitters van de raad van bestuur van het Europacollege
- Salvador de Madariaga (1950-1964)
- Jean Rey (1964-1974)
- François-Xavier Ortoli (1974-1985)
- Daniël Coens (1985-1990)
- Manuel Marín (1990-1995)
- Jacques Delors (1995-2000)
- Jean-Luc Dehaene (2000-2009)
- Iñigo Méndez de Vigo (2009-2019)
- Herman Van Rompuy (2019-)

## Enkele alumni
- Ledi Bianku, rechter bij het Europees Hof voor de Rechten van de Mens
- Luc Coene, gouverneur van de Nationale Bank van België
- Marc Descheemaecker, gedelegeerd bestuurder van de NMBS
- Hugo Gerard, minderbroeder en bestuurder van Ryckevelde
- Chris Hoornaert, permanente vertegenwoordiger van België bij de OESO
- Guy Spitaels, minister-president van de Waalse regering
- Louise Fréchette, adjunct-secretaris-generaal Verenigde Naties
- Poul Skytte Christoffersen, permanente vertegenwoordiger van Denemarken bij de Europese Unie
- Helle Thorning-Schmidt, premier van Denemarken
- Josef Joffe, uitgever van Die Zeit
- Jo Leinen, lid van het Europees Parlement
- Alexander Stubb, premier van Finland
- Clément Beaune, minister van Transport van Frankrijk
- George Schöpflin, lid van het Europees Parlement
- David McWilliams, economist en journalist
- David O'Sullivan, directeur-generaal Handel van de Europese Commissie
- Árni Páll Árnason, minister van Sociale Zaken van IJsland
- Goenawan Mohamad, dichter en journalist
- Enzo Moavero Milanesi, minister van Europese Zaken van Italië
- Francesco Paolo Fulci, permanente vertegenwoordiger van Italië bij de Verenigde Naties
- Nikola Poposki, minister van Buitenlandse Zaken van Noord-Macedonië
- Jon Ola Norbom, minister van Financiën van Noorwegen
- Ursula Plassnik, minister van Buitenlandse Zaken van Oostenrijk
- Iwo Byczewski, permanente vertegenwoordiger van Polen bij de Europese Unie
- Jacek Saryusz-Wolski, Europees parlementslid
- Manuel Marín, waarnemend voorzitter van de Europese Commissie
- Juan Moscoso, lid van het Spaanse parlement
- Nick Clegg, vicepremier van het Verenigd Koninkrijk
- Jeremy Cooper, producer BBC Open University
- Simon Hughes, lid van het Britse Lagerhuis
- Nigel Forman, minister van Hoger Onderwijs van het Verenigd Koninkrijk
- Stephen Kinnock, lid van het Britse Lagerhuis
- Alyn Smith, lid van het Europees Parlement
- Jim Oberstar, lid van het Amerikaanse Huis van Afgevaardigden
- Valerie Plame, medewerker van de CIA